# Mbougué
Mbougué (ou Mboungué, Mbouke) est un village du Cameroun, rattaché au canton de Bati et à la commune de Nyanon, situé dans le département de la Sanaga-Maritime et la région du Littoral, sur la route qui relie Kikot à Ndom.

## Population
En 1967, le village comptait 80 habitants, principalement Bati. Lors du recensement de 2005, on y dénombrait 72 personnes.
Avec Kelleng, Ndogbikin et Nyambat, c'est l'une des quelques localités où l'on parle le bati, une langue bantoue.